# Machine to machine
Zařízení typu stroj komunikující se strojem, též označované jako tzv. M2M zařízení (z anglického "machine-to-machine"), jsou zařízení komunikující výhradně s jinými zařízeními spíše než s lidským operátorem. Jedná se především o zařízení, která mají předávat data jiné hardwarové komponentě povětšinou složitějších systémů.
Technologie M2M byla poprvé využitave výrobním a průmyslovém odvětví, kde za použití dalších technologií jako jsou například SCADA či vzdálené sledování, pomohla vzdáleně ovládat jednotlivá zařízení bez fyzické účasti lidského operátora. Technologie M2M poté našla uplatnění i v mnoha dalších odvětvích, např. ve zdravotnictví či pojišťovnictví.
Technologie M2M je rovněž základem Internetu věcí (IoT).

## Historie M2M technologií
Ačkoliv není známo, kdo prvně využil zkratky M2M, je často přisuzován vynálezci Theodore Paraskevakosovi, který vynalezl a patentoval první technologii přenosu dat přes telefonní linku, což je považováno za základ dnešní identifikace volajícího.
První společností, která využila zkratku M2M na konci devadesátých let dvacátého století, byla společnost Nokia. V roce 2002 společně s firmou Opto 22 nabízená bezdrátová řešení svým zákazníkům.
V roce 2003 začal vyházet časopis M2M Magazine, jednalo se o časopis, který definoval 6 základních pilířů M2M - vzdálené sledování, RFID, sensor networking, chytré služby, telematika a telemetrie.

## Funkce M2M technologií
Hlavním účelem M2M technologií je získávat data ze sensorů a posílat je skrze síť do řídící jednotky. Na rozdíl od systémů SCADA či vzdáleného sledování jsou systémy M2M často použity ve veřejných sítích a jsou přístupné běžně dostupnými prostředy - např. pomocí běžné sítě Ethernet či bezdrátové sítě GSM. Využívání již existující infrastruktury je efektivní z důvodu snížení nákladů, jelikož v tomto případě není nutné budovat nové sítě pro tyto technologie.
Hlavními komponentamy M2M systémů jsou například:
- sensory
- RFID tokeny
- Ethernet, Wi-Fi nebo GSM karta pro připojení
- vlastní software pro řízení zařízení či získávání dat ze zařízení

Tyto M2M aplikace překládají data a mohou spouštět automatické akce jako je např. aktivace vytápění při poklesu teplotu pod určitou stanovenou mez či podobně.
Jedním z velmi dobrých příkladů M2M aplikací je posílání telemetrických dat do sítě. Jedná se o posílání provozních informací jako je například teplota zařízení, počet otáček motoru či podobné další statistiky.
Na samotném počátku M2M technologií bylo jediným účelem těch zařízení právě posílání telemetrických dat, kdy využívalo telefonních linek a později rádiových vln.
Rozšíření internetu a vylepšení standardů pro bezdrátové technologie rozšířily možnosti běžné implementace telemetrie do oblastí vědy, inženýrství a výroby a do produktů jakou jsou například chytré elektroměry, vytápěcí jednotky a jiná zařízení připojená k internetu.
Hlavními výhodami M2M systémů jsou:
- vzdálené sledování zařízení a telemetrie
- snížení nákladů minimalizací nutnosti servisních zásahů
- lepší zákaznická podpora proaktivním monitorováním a servicem zařízení ještě předtím než zcela selže

## Hlavní výhody M2M technologií
Mezi hlavní výhody M2M technologií patří:
- Nízká spotřeba energie
- Sledování zařízení a detekce stavu zařízení
- Správa nad posíláním dat, tedy možnost si určit, kdy mají být data zaslána
- Akce závislé na poloze (za využití např. GPS modulu) - "probuzení" zařízení, pokud vstoupí do určité geografické oblasti
- Neústálá výměna malých dat z řídící jednotkou či cloudem

## Požadavky na M2M systémy
Dle Evropského ústavu pro telekomunikační normy jsou požadavky na M2M systémy následující:
- Škálovatelnost - M2M systém musí být schopen fungovat i když do něj bude přidáno více objektů
- Anonymita - M2M systém musí být schopen skrýt identitu M2M zařízení, pokud je to požadování nařízením
- Zaznamenávání - M2M systém musí podporovat nahrávání/zaznamenávání důležitých událostí jako je například selhání instalace, selhání služby nebo výskyt podivné (často chybné) informace. Záznamy (logy) by měly být dostupné na vyžádání ze zařízení
- Komunikační normy M2M aplikace - M2M systém by měl být schopen navázání spojení s jiným zařízením v M2M síti nebo bránou za použití běžných komunikačních metod pro M2M sítě, jako je např. SMS zpráva a M2M zařízení by měla umět komunikovat s ostatními, například pomocí sítě peer-to-peer
- Metody doručení - M2M systém by měl podporovat komunikaci pomocí systémů unicast, multicast či vysílání (broadcast)
- Plánování přenosu zpráv - M2M systém musí být schopný řídit si sám přístup k síti a plánovat posílání zpráv
- Volba cesty přenosu zpráv - M2M systém musí být schopen najít nejlepší možnou cestu k poslání zprávy tak, aby nedošlo k žádné ztrátě dat

## Bezpečnost M2M systémů
Systémy M2M čelí řadě bezpečnostních problémů, od nežádoucího přístupu skrze narušení bezdrátové sítě až po hacking zařízení samotného. Fyzická bezpečnost či možnost podvržení dat ze zařízení musí být také zvážena před implementací samotnou.
Běžně je doporučováno, aby byla M2M zařízení odolná proti manipulaci (například uzavřená do uzamčené bezpečnostní krabice) a bezpečnost přenášených dat byla zajištěna pomocí koncového šifrování na straně zařízení i serveru. Oddělení M2M zařízení do své vlastní sítě rovněž poskytuje další možnosti správy identity zařízení, důvěryhodnosti dat a dostupnosti zařízení.

## Technologie M2M u českých operátorů
Jelikož rozmach M2M technologií byl celosvětový, podporují jej již nějakou dobu i čeští operátoři mobilních sítí za různé ceny s různými tarify a pod různými názvy, například:
- operátor O2 nazývá tyto tarify jako tarify pro chytrá zařízení
- operátor Vodafone tyto tarify nabízí na vyžádání jako Internet věcí (nabízený především obcím)[6]
- operátor T-Mobile nabízí M2M tarify M2M Mini, M2M and M2M Premium[7]